# Richard C. Franklin
Richard C. Franklin ist ein Tontechniker.

## Leben
Franklin begann seine Karriere Ende der 1970er Jahre. Sein Debüt hatte er 1979 mit dem Actionfilm Blutzoll mit Jack Palance und Rod Steiger in den Hauptrollen. 1980 wirkte er an Robert Zemeckis’ von Steven Spielberg produzierten Komödie Mit einem Bein im Kittchen mit. In der Folge arbeitete er an vier Regiearbeiten Spielbergs, beginnend mit E.T. – Der Außerirdische, sowie weiteren drei Filmen von Zemeckis, darunter Zurück in die Zukunft II und Zurück in die Zukunft III.
Zwischen 2004 und 2010 war er drei Mal für den Golden Reel Award nominiert, konnte die Auszeichnung jedoch nicht gewinnen.
1991 war er für Flatliners – Heute ist ein schöner Tag zum Sterben gemeinsam mit Charles L. Campbell für den Oscar in der Kategorie Bester Tonschnitt nominiert, die Auszeichnung ging in diesem Jahr jedoch an Cecelia Hall und George Watters II für Jagd auf Roter Oktober.

## Filmografie (Auswahl)
- 1982: E.T. – Der Außerirdische (E.T. the Extra-Terrestrial)
- 1985: The Breakfast Club
- 1986: Geschenkt ist noch zu teuer (The Money Pit)
- 1987: Running Man ( The Running Man)
- 1988: Der Prinz aus Zamunda (Coming to America)
- 1989: Harry und Sally (When Harry Met Sally…)
- 1990: Flatliners – Heute ist ein schöner Tag zum Sterben (Flatliners)
- 1991: Hook
- 1993: Sliver
- 1995: Mr. Holland’s Opus
- 1997: Amistad
- 1999: Der 13te Krieger (The 13th Warrior)
- 2003: American Pie – Jetzt wird geheiratet (American Wedding)
- 2004: Terminal (The Terminal)
- 2007: Spider-Man 3
- 2008: Tödliches Kommando – The Hurt Locker (The Hurt Locker)

## Auszeichnungen
- 1991: Oscar-Nominierung in der Kategorie Bester Tonschnitt für Flatliners – Heute ist ein schöner Tag zum Sterben